# Jason Somerville
Jason „JCarver“ Somerville (* 15. April 1987 auf Long Island, New York) ist ein professioneller US-amerikanischer Pokerspieler. Er gewann 2011 ein Bracelet bei der World Series of Poker.

## Persönliches
Somerville wuchs auf Long Island auf. Während er 2013 und 2014 bei Ultimate Poker unter Vertrag stand, lebte er in Las Vegas. Anfang 2015 zog er nach Toronto, um auf der Pokerseite PokerStars spielen zu können, welche in den Vereinigten Staaten nicht verfügbar ist.
Am Valentinstag im Jahr 2012 machte Somerville seine Homosexualität über einen Blog-Eintrag öffentlich. Das machte ihn zu diesem Zeitpunkt zum ersten männlichen, öffentlich homosexuellen High-Stakes-Pokerspieler. Seit seinem Coming-out wurde Somerville sowohl innerhalb der Pokergemeinschaft als auch von Medien außerhalb der Pokerwelt unterstützt.

## Pokerkarriere

### Online
Somerville verfolgte 2004 die World Poker Tour (WPT) im Fernsehen und kam so erstmals mit Poker in Berührung. Kurz darauf begann er, sich über das Internet näher mit dem Spiel zu befassen und es mit Freunden zu spielen. Da ihm seine Eltern nicht erlaubten, Geld in eine Pokerseite zu investieren, spielte er, ein Jahr vor seinem High-School-Abschluss, Freeroll-Turniere, um reguläres Onlinepoker um echtes Geld spielen zu können. Auf diese Weise gelang es dem Amerikaner, eine sechsstellige Geldsumme auf seinem Benutzerkonto anzuhäufen, ohne jemals zusätzliches Geld einzuzahlen. Somerville schloss bis 2011 über 250 nennenswerte Onlineturniere auf den bezahlten Plätzen ab und erspielte sich dadurch über 2,2 Millionen US-Dollar. 2010 gewann er auf PokerStars sein erstes Event der Spring Championship of Online Poker. Nach dem sogenannten „Black Friday“ im April 2011, an dem einige Onlinepoker-Seiten in den Vereinigten Staaten gesperrt wurden, spielte der Amerikaner erst wieder 2013 regelmäßig online, als Ultimate Poker eine erneute Möglichkeit für legales Onlinepoker bat. Am 31. Mai 2013 traten Somerville, Jonathan Little und William Reynolds dem Team von Ultimate Poker bei. Zusammen mit dem bis dahin einzigen Mitglied Antonio Esfandiari bildeten sie das erste professionelle Pokerteam der Seite. Von Februar 2015 bis Januar 2020 war Somerville unter dem Nickname jcarverpoker Teil des Team PokerStars.

### Live
Im Alter von 18 Jahren fing Somerville an, Live-Pokerturniere zu spielen. Er nahm im Jahr 2008 zum ersten Mal an der World Series of Poker (WSOP) im Rio All-Suite Hotel and Casino am Las Vegas Strip teil. Dabei schloss er drei Events der Variante No Limit Hold’em in den Geldrängen ab und gewann dabei über 15.000 US-Dollar. Im darauffolgenden Jahr gewann er insgesamt mehr als 310.000 US-Dollar in drei Turnieren und erreichte zwei Finaltische. 2010 kam er viermal auf die bezahlten Ränge, darunter waren zwei Finaltische und sein erstes erfolgreiches Main Event. Im Jahr 2011 gewann der Amerikaner sein erstes Bracelet. Dafür setzte er sich in einem Turnier gegen 3175 andere Spieler durch und erhielt den Hauptpreis von knapp 500.000 US-Dollar. Bei der WSOP 2012 erzielte er drei Geldplatzierungen und sicherte sich in Summe knapp 125.000 US-Dollar. Darunter war sein bisher bester Lauf im WSOP-Main-Event, bei dem er den 69. Platz belegte. Ende Juni 2014 wurde er bei einem Super High Roller Vierter im Hotel Bellagio am Las Vegas Strip und erhielt aufgrund eines Deals mit drei anderen Spielern das bisher höchste Preisgeld seiner Karriere von mehr als 1,3 Millionen US-Dollar. Seine bis dato letzte Geldplatzierung bei einem Live-Turnier erzielte der Amerikaner im Oktober 2019.
Insgesamt hat sich Somerville mit Poker bei Live-Turnieren mehr als 3,5 Millionen US-Dollar erspielt.

### Lerninhalte
Somerville erstellte seine ersten Strategievideos für die Pokertrainingseite PokerVT im Jahr 2011. Seine erste YouTube-Serie namens Eating Cake startete er am 2. Dezember 2011. Sie enthielt insgesamt 30 Episoden und endete mit der letzten Episode am 13. Februar 2012. Nachdem sich Russell Thomas im Juli 2012 beim WSOP-Main-Event an den Finaltisch gespielt hatte, kontaktierte er Somerville, um ihn auf den ab 28. Oktober 2012 gespielten Finaltisch vorzubereiten. Diese Vorbereitungsarbeit wurde in einer 6 Episoden langen Videoserie namens The Final Table dokumentiert. Seit dem August 2013 veröffentlichte Somerville regelmäßig Videos einer Videoserie namens Storytime: Life and Times of J. Carver, in der er von seiner Pokerlaufbahn erzählte. Dabei sprach er zum Beispiel über die Herkunft seines Spitznamens JCarver. Die Serie umfasste 6 Teile, in denen er auch unter anderem sein Interesse am zukünftigen Erstellen von Videomaterial mitteilte. Seit Anfang 2014 legt der Amerikaner seinen Fokus auf seinen Run-It-Up-Livestream auf Twitch, auf dem er live beim Spielen beobachtet werden kann. Die dritte Staffel der Serie startete am 1. März 2015 und dauerte 70 Tage, an denen er täglich online zu beobachten war. Im Februar 2017 wurde er als „Twitch-Streamer des Jahres 2016“ mit einem American Poker Award ausgezeichnet.